# ديناه بفيزينماير
ديناه بفيزينماير (بالألمانية: Dinah Pfizenmaier) مواليد 13 يناير 1992 في بيلفلد، هي لاعبة كرة مضرب ألمانية تلعب باليد اليمنى وتحتل حالياً المرتبة 433 (7 مارس 2016) في تصنيف رابطة محترفات كرة المضرب. أعلى تصنيف لها في الفردي كان 79. أعلى تصنيف لها في الزوجي كان 245.

## روابط خارجية
- ديناه بفيزينماير على موقع رابطة محترفات التنس (الإنجليزية)
- ديناه بفيزينماير على موقع الاتحاد الدولي لكرة المضرب (الإنجليزية)
- ديناه بفيزينماير على موقع بطولة ويمبلدون (الإنجليزية)
- ديناه بفيزينماير على موقع خلاصة التنس.كوم (الإنجليزية)
- ديناه بفيزينماير على موقع إي إس بي إن.كوم (الإنجليزية)